# Philactinoposthia saliens
Philactinoposthia saliens är en plattmaskart som först beskrevs av Graff 1882.  Philactinoposthia saliens ingår i släktet Philactinoposthia och familjen Actinoposthiidae. Arten är reproducerande i Sverige. Inga underarter finns listade i Catalogue of Life.